# Aluminosugilith
Das Mineral Aluminosugilith ist ein sehr selten vorkommendes Ringsilikat aus der Milaritgruppe mit der Endgliedzusammensetzung [C]K[B]Na2[A]Al2[T2]Li3[T1]Si12O30. Es kristallisiert mit hexagonaler Symmetrie und entwickelt rosa-violette, prismatische oder körnige Kriställchen von bis zu einem Millimeter Größe und Glasglanz.
Aluminosugilith findet sich in manganhaltigen, metamorphen Cherts, die unter sauerstoffreichen (oxidierenden) Bedingungen von alkalireichen Lösungen verändert worden sind. Die Typlokalität ist die seit 1945 stillgelegte Mangan- und Eisenmine Cerchiara bei Faggiona im Borghetto di Vara, Provinz La Spezia, Ligurien in Italien.

## Etymologie und Geschichte
Das Mineral Sugilith wurde Mitte der 1970er Jahre beschrieben und nach seinem Entdecker, dem japanischen Professor Ken-ichi Sugi benannt. Die Aluminiumgehalte der Sugilithe verschiedener Fundorte sind sehr variabel und bereits im Jahr 1990 beschrieben italienische Mineralogen aluminiumbetonte Sugilithe aus der Cerchiara Manganlagerstätte. Die damals gefundenen Kristalle konnten aber wegen Einschlüssen feiner Pektolithfasern nicht genau charakterisiert werden. Die Beschreibung als neues Mineral der Milaritgruppe gelang erst Jahre später mit neuen Funden Pektolith-freier Kristalle. Die Autoren benannten das Aluminiumäquivalent von Sugilith nach seiner Zusammensetzung Aluminosugilith.

## Klassifikation
Da Aluminosugilith erst 2018 von der IMA anerkannt wurde, ist er weder in der veralteten 8. Auflage noch in der von der IMA zuletzt 2009 aktualisierten 9. Auflage der Strunz’schen Mineralsystematik aufgeführt. Auch in der vorwiegend im englischen Sprachraum gebräuchlichen Systematik der Minerale nach Dana ist Aluminosugilith noch nicht verzeichnet. Auch die zuletzt 2018 überarbeitete Lapis-Systematik nach Stefan Weiß, die formal auf der alten Systematik von Karl Hugo Strunz in der 8. Auflage basiert, kennt den Aluminosugilith noch nicht.
Die von der Mineraldatenbank „Mindat.org“ weitergeführte Strunz-Klassifikation in der 9. Auflage (auch Strunz-mindat) ordnet den Aluminosugilith in die erweiterte Klasse der „Silikate und Germanate“, dort aber ebenfalls in die Abteilung der „Ringsilikate“ (Cyclosilicate). Diese ist weiter unterteilt nach der Struktur der Silikatringe, sodass das Mineral entsprechend seinem Aufbau in der Unterabteilung „[Si6O18]12--Sechser-Doppelringe“ (englisch [Si6O18]12- 6-membered double rings) zu finden ist (vergleiche dazu auch gleichnamige Unterabteilung Systematik nach Strunz (9. Auflage)). Hier werden die Minerale der Milaritgruppe, Agakhanovit-(Y), Almarudit, Armenit, Berezanskit, Brannockit, Chayesit, Darapiosit, Dusmatovit, Eifelit, Friedrichbeckeit, Klöchit, Laurentthomasit, Merrihueit, Milarit, Oftedalit, Osumilith, Osumilith-(Mg), Poudretteit, Roedderit, Shibkovit, Sogdianit, Sugilith, Trattnerit, einem unbenannten Mineral UM1990-73-SiO:KMnNaZn und Yagiit zusammen mit dem verwandten Mineral Faizievit aufgeführt.

## Chemismus
Aluminosugilith ist das Aluminium-Analog von Sugilith und hat die Endgliedzusammensetzung [C]K[B]Na2[A]Al2[T2]Li3[T1]Si12O30.
Die empirische Zusammensetzung des Aluminosugilith aus der Typlokalität ist
- [C]K0,99 [B]Na1,99 [A](Al1,38Mn3+0,31Fe3+0,31Ti4+0,05Mg0,01) [T2]Li3,06 [T1]Si11,99O30,

wobei in den eckigen Klammern die Position in der Kristallstruktur angegeben ist.

## Kristallstruktur
Aluminosugilith kristallisiert mit hexagonaler Symmetrie der Raumgruppe P6/mcc (Raumgruppen-Nr. 192) und den Gitterparametern a = 9,9830(4) Å und c = 13,9667(5) Å sowie zwei Formeleinheiten pro Elementarzelle.
Aluminosugilith kristallisiert mit der Struktur von Milarit. Die 12-fach koordinierte C-Position ist voll besetzt mit Kaliumionen (K+), die 9-fach koordinierte B-Position mit Natriumionen (Na+). Die oktaedrisch koordinierte A-Position ist voll besetzt mit Aluminiumionen (AL3+) sowie geringen Mengen weiterer 3-wertiger Ionen (Mn3+, Fe3+). Die T2-Position enthält nur Lithiumionen (Li+) und die T1-Position, die die 6er-Doppelringe aufbaut, enthält nur Silizium (Si4+).

## Bildung und Fundorte
Aluminosugilith bildet sich unter oxidierenden Bedingungen bei niedriggradiger Metamorphose der Phrehnit-Pumpellyit-Fazies durch die Reaktion von manganhaltigen, quarzreichen Gesteinen mit alkalireichen Lösungen.
Die Typlokalität ist die Mangan-Eisenmine Cerchiara bei Faggiona im Borghetto di Vara, Provinz La Spezia, Ligurien in Italien. Hier wurde bis 1945 Braunit und Hämatit abgebaut. Aluminosugilith findet sich als kompakte, feinkristalline Füllung kleiner Gänge in Quarzlagen und tritt zusammen mit Quarz und Pektolith oder Kalifeldspat auf.
Ein weiterer Fundort ist die N'Chwaning III Mine im Kalahari Manganfeld in der Lokalgemeinde Joe Morolong im John Taolo Gaetsewe Distrikt in der Provinz Nordkap, Südafrika. Hier bildet Aluminosugilith den Kern von Sugilithkristallen, die zusammen mit Ägirin, Quarz, Pektolith, lithiumhaltigen Kaluim-Richterit, bariumhaltigen Hennomartinit, strontiomhaltigen Cherchiarait-(Mn) und Strontioruizit vorkommen.